# 那智の田楽
那智の田楽（なちのでんがく）は、和歌山県東牟婁郡那智勝浦町に伝わる民俗芸能の田楽。熊野那智大社例大祭、扇祭（那智の火祭）で奉納される。1975年（昭和50年）の文化財保護法の改正によって制定された重要無形民俗文化財の第1回の指定を受けた後、2012年12月にユネスコの無形文化遺産に登録された。

## 演目
| 節         | 演目         |
| ---------- | ------------ |
| 1          | 乱声         |
| 2          | 鋸刃         |
| 3          | 八拍子       |
| 4          | 遶道         |
| 5          | 二拍子       |
| 6          | 三拍子       |
| 7          | 本座駒引     |
| 8          | 新座駒引     |
| 9          | 編木の役     |
| 10         | 太鼓         |
| 11         | 撥下げ       |
| 12         | 肩組む       |
| 13         | タラリ行道   |
| 14         | 入組         |
| 15         | 本座水車     |
| 16         | 新座水車     |
| 17         | 本座鹿子     |
| 18         | 表の現象     |
| 19         | 新座鹿子     |
| 20         | 大足         |
| 21         | 皆衆会       |
| 22（番外） | シテテンの舞 |

那智の田楽の演者は笛1人、笛控1人、ササラ4人、太鼓4人、シテテン（鼓役）2人の計12人である。演目は21曲と番外のあわせて22あり（表「那智の田楽 演目」参照）、合計40分を要する。
これらの演目には各地の田楽との共通点、すなわち同数の舞手が東西の組に分かれることや、ササラと太鼓が一緒に行う舞の様式などが見られるが、その一方でシテテンに独自の舞や所作があることは、特色のひとつである。いま一つの特色は、その高度な芸能性である。鋸刃の曲の中の所作にかろうじて田植を連想させるものがあるが、田楽であると意識しなければ見過ごされる程度のものであり、全体に田植えの模倣的表現をほとんど欠いている。こうした特色は、後述のように専門的な芸能者が草創に関与したことの影響とも考えられるが、そもそも農耕とは関係の無いところから生じたとする説もある。

## 歴史
那智の田楽の起源は必ずしも明確ではない。起源を示すものとしてしばしば引用される『熊野年代記』応永10年（1403年）条の記述に従えば、京から来た2人の田楽法師に習った田楽舞を「六月ノ会式」（今日の扇祭）にて演じたのが草創だという。しかし、全国にある熊野から神霊を勧請した神社に田楽が数多く伝承されていることから、室町時代の伝は再興を意味するものであって実際の起源をもっと古い時代に遡らせる説や、今日に伝わる田楽の複雑な構造と室町時代の新座・本座の比較に基づき、京都の田楽法師からの伝来それ自体を否定する説もある。今日の那智の田楽は、幾度かの断絶を経て再興・継承されたものである。戦国時代には一時断絶し、慶長4年（1599年）に再興されたが、明治時代に再度断絶し、1921年（大正10年）に復興された。今日演じられるものはこの大正の復興時に確立されたものである。

## 那智の田楽と扇祭
前述のように那智の田楽には田植えの模倣的表現をほとんど欠いているが、同じく扇祭にて演じられる田植舞・田刈舞は田遊びとしての性格を色濃く備えたものであるだけでなく、農耕儀礼として意味づけられる今日の扇祭において、密接な意味的関連を有している。すなわち、田植舞と田刈舞は祭りの中核というべき扇神輿渡御式をはさむ順序（田植舞 - 扇神輿渡御式 - 田刈舞）で演じられるだけでなく、本来の演者が山麓の市野々集落の住人であったという点も含めて、田植・田刈の模倣儀礼と解される点で対照をなしている。
田楽の演者は少なくとも江戸時代までは、那智滝本の修験者かその類縁に担われてきたことが、多くの根拠から推測されている。『田楽要録』を著して近世の那智の田楽の姿を伝え、大正の復興に大きな寄与があった潮崎幹済・潮崎泰済の両氏は那智滝本執行を司った尊勝院潮崎氏の関係者である。『那智大社文書』所収の明和5年（1786年）付の記録には、田楽所役として執行実方院をはじめ滝衆の名が連ねられている。この他にも、寛永5年や享保15年（1730年）の田楽曲目書にも滝衆の名が挙げられており、そのことは他の史料によっても裏付けられる。こうした点から、江戸時代には那智の修験者である滝衆が那智の田楽の管理・運営、あるいは上演にまで深く関与していた可能性が指摘されている。今日の扇祭においては、修験の姿を見出せるのは、わずかに八咫烏帽をかぶった権宮司が司るいくつかの儀礼にとどまるとはいえ、火の操作者としての修験者がかつては深く関与していたことは確かである。
今日の演目は、前述の『田楽要録』に従って行われており、同記録の内容は『那智叢書』に収載されている。扇祭の中で演じられることから、那智の田楽もまた扇祭りと同じく五穀豊穣を祈念する農業神事の一環としての性格を帯びると考えられているが、復興以後のみをとっても両者の関係は流動的である。7月14日の例大祭の式次第は大和舞・田楽・田植舞の順序として知られているが、大正以降の記録の中には異なる順序を伝えるものがある。 また、田植舞の演者が扇祭において松明の担い手となるのに対し、田楽の演者は比較的近年までは「有志」と位置づけられ、例大祭本体には参加していなかった。こうした事情から、田楽が例大祭全体の意味体系の中での位置付けは明確ではない。扇神輿渡御式がかつて行われていた6月14日・18日が観音縁日の初めと終わりであることや、田楽が上演されていた場所が如意輪堂（青岸渡寺）の前であったことは、田楽が観音に奉納されていたことを推測させる。今日の扇祭の意味体系の中で、那智の田楽は農耕儀礼の一環として解釈されている。しかしながら、修験の祭として扇祭を把握する視点や、那智の観音霊場としての性格を考慮に入れるとき、その性格はなお検討されるべき余地があると考えられている。

## 文化財

### 重要無形民俗文化財
- 那智の田楽 - 国の重要無形民俗文化財（1976年〈昭和51年〉5月4日指定）[1][16]

### 和歌山県の指定文化財
- 那智山田楽資料一括 - 和歌山県指定有形民俗文化財（1965年〈昭和40年〉4月14日）[17]
- 牛頭 - 和歌山県指定有形民俗文化財（1965年〈昭和40年〉4月14日）[17]
- 熊野那智山祭様式図絵 - 和歌山県指定有形民俗文化財（1965年〈昭和40年〉4月14日）[17]

### 無形文化遺産
- 無形文化遺産（ユネスコ、2012年12月）[2]

## 注
1. 1 2  “那智の田楽”. 国指定文化財等データベース.  文化庁. 2010年7月3日閲覧。
2. 1 2  “Nachi no Dengaku, a religious performing art held at the Nachi fire festival”. Intangible Heritage Lists.  UNESCO. 2012年12月6日閲覧。
3. 1 2  朝日[2008: 420-471]、由谷[1984: 189-190]
4. 1 2  由谷[1984: 189]
5. ↑  朝日[2008: 121]
6. ↑  由谷[1984: 194-195]
7. 1 2  由谷[1984: 194]
8. 1 2  由谷[1984: 188]
9. ↑  嶋津[1998: 32-34]
10. ↑  由谷[1984: 196]
11. ↑  由谷[1984: 196-197]
12. ↑  豊島[1992: 223-224]
13. ↑  朝日[2008: 421-472]所収。関連文献参照。
14. ↑  由谷[1984: 189]、全日本郷土芸能協会[2006: 593]
15. 1 2  由谷[1984: 196]
16. ↑  和歌山県教育委員会. “国指定文化財・民俗文化財”. 2009年9月23日閲覧。
17. 1 2 3  “県指定文化財・民俗文化財”.   和歌山県教育委員会. 2009年9月23日閲覧。

## 文献

### 関連文献
『那智叢書』に収められた以下2冊では、熊野那智大社関係者による由緒や所作の解説がある。
- 篠原 四郎、1963、『那智田楽の解説』（那智叢書第4巻）、熊野那智大社 → 朝日[2008: 100-138]
- 潮崎 幹済・潮崎 泰済、篠原 四郎編、1970、『田楽要録』（那智叢書第13巻）、熊野那智大社 → 朝日[2008: 420-471]